# Zivilverteidigung

Internationales Zeichen Civil Defense / Zivilverteidigung, als Schutzzeichen gemäß Humanitärem Völkerrecht

Die Zivilverteidigung oder Zivile Verteidigung umfasst den nichtmilitärischen Teil der Verteidigung.

## Zivilverteidigung in der Bundesrepublik Deutschland

### Allgemeines
In der Bundesrepublik Deutschland untersteht die zivile Verteidigung dem Bundesminister des Innern (BMI), nicht dem Verteidigungsminister. Sie umfasst die Aufrechterhaltung der Staats- und Regierungsgewalt, den Zivilschutz, die Versorgung und Unterstützung der Streitkräfte. Sie wird auf Regierungsebene mit der militärischen Verteidigung zur Gesamtverteidigung zusammengefasst.

### Gliederung der zivilen Verteidigung
- Aufrechterhaltung der Staats- und Regierungsgewalt, mit den Schwerpunkten
  - Gesetzgebungsfunktionen
  - Rechtspflege
  - Regierungs- und Verwaltungsfunktionen
  - Sicherheit und Ordnung
  - Informationsmöglichkeiten und -mittel

- Zivilschutz, mit den Schwerpunkten
  - CBRN-Schutz
  - Betreuung
  - Selbstschutz
  - Warndienst
  - Schutzbauten
  - Aufenthaltsregelung
  - Gesundheitswesen
  - Schutz von Kulturgut

- Versorgung
  - mit Gütern der Ernährungs-, Land- und Forstwirtschaft
  - mit Gütern und Leistungen der gewerblichen Wirtschaft
  - mit Energie und Wasser sowie die Abwasserbeseitigung
  - mit Leistungen auf dem Gebiete des Verkehrswesens
  - mit Leistungen auf dem Gebiet des Post- und Fernmeldewesens
  - mit Personal sowie die soziale Sicherung
  - auf dem Gebiete des Finanz- und Geldwesens
- Unterstützung der Streitkräfte

### Konzeption Zivile Verteidigung (KZV)

#### Rahmenbedingungen
Die „Konzeption Zivile Verteidigung (KZV)“ wurde nach der Erarbeitung durch die Bundesressorts unter Koordination des BMI am 24. August 2016 von der Bundesregierung beschlossen. Sie ist „die Grundlage für die künftige ressortabgestimmte Aufgabenerfüllung im Bereich der Zivilen Verteidigung“. Das Gegenstück zur KZV ist die „Konzeption der Bundeswehr (KdB)“ und zusammen bilden diese die Grundlage für eine Novelle der „Rahmenrichtlinien für die Gesamtverteidigung (RRGV)“, wobei die zivile Verteidigung gleichrangig zu behandeln ist. Der Bund stützt sich auf seine ausschließliche Gesetzgebungskompetenz für den Schutz der Zivilbevölkerung nach Artikel 73 des Grundgesetzes.
Die Zivilen Verteidigung besteht nach der KZV aus vier Aufgabenbereichen:
1. Aufrechterhaltung der Staats- und Regierungsfunktionen
2. Zivilschutz
3. (Not-)Versorgung der Bevölkerung
4. Unterstützung der Streitkräfte

Die KZV konzentriert sich auf fünf Bedrohungen:
- Der Einsatz konventionelle Waffen,
- der Einsatz chemischer, biologischer, radiologischer und nuklearer Wirkstoffe, auch CBRN-Gefahren,
- der Einsatz von Massenvernichtungswaffen und ihren Trägersystemen,
- Cyber-Angriffe und
- der Ausfall oder die Störung kritischer Infrastrukturen.

Ein Augenmerk legt die KZV außerdem auf die Stärkung und Resilienz vor hybriden Bedrohungen, da diese Besonderheiten wie eine verkürzte Vorwarnzeit, Unübersichtlichkeit oder eine Vielfalt an offenen und verdeckten Angriffen aufweisen können. Des Weiteren soll auf die Eigenverantwortlichkeit der Bürger durch eine Informationsstrategie des Bundes und der Länder zur Selbstschutz- und Selbsthilfefähigkeit hingewiesen werden.
Des Weiteren setzt sich die KZV mit der Gewährleistung der Versorgung mit Wasser und Nahrungsmitteln, der Kommunikationsleistungen und der Energieversorgung auseinander. Bereits vorgehalten werden die Zivile Notfallreserve und eine strategische Ölreserve.

#### Aufrechterhaltung der Staats- und Regierungsfunktionen
Im Spannungs- und Verteidigungsfall ist die Aufrechterhaltung der öffentlichen Sicherheit und Ordnung sowie die Handlungsfähigkeit des Gesetzgebers, der Regierung und der Verwaltung erforderlich. Die Rechtsgrundlage dafür bildet die Notstandsverfassung. „Die Richtlinie für die Zivile Alarmplanung“ dient hierbei als Grundlage für die Vorbereitung „zur koordinierten und zeitgleichen Auslösung von Maßnahmen der Zivilen Verteidigung“. Außerdem sind Maßnahmen zur Sicherstellung der Kommunikations- und technischen Betriebsfähigkeit durch eine Notstromversorgungen und der Aufrechterhaltung der Kommunikations- und Informationstechnik zu treffen. Im Rahmen der IT-Sicherheit gelten die vom Bundesamt für Sicherheit in der Informationstechnik aufgestellten Mindeststandards.
Zur Sicherstellung der ungehinderten Fortführung der Aufgaben der zur Gesamtverteidigung erforderlichen staatlichen Organe sind laut KZV gegebenenfalls gesonderte bauliche und technische Schutzmaßnahmen zu ergreifen. Dazu gehört auch die Bereitstellung von Ausweichsitzen der Behörden. Deshalb soll auf Bundesebene ein „Konzept zur Aufrechterhaltung der Staats- und Regierungsfunktionen im Spannungs- und Verteidigungsfall“ erarbeitet werden. Es ist unbekannt, ob solche geheimen Schutzräume oder ein neuer zentraler Ausweichsitz der Verfassungsorgane als Regierungsbunker bereits vorhanden sind. Die Bundesregierung teilte auf Anfrage der Fraktion der CDU/CSU lediglich mit, dass das „Konzept zur Aufrechterhaltung der Staats- und Regierungsfunktionen“ bereits seit 2016 in den Ressorts und deren Geschäftsbereichsbehörden umzusetzen sei.

### Zivilverteidigung in der ehemaligen Deutsche Demokratische Republik
Die DDR regelte die Zivilverteidigung (ZV) gesetzlich zwischen 1967 und 1970, unterstellte ihr die Sanitätseinrichtungen des Deutschen Roten Kreuzes (DRK) der DDR und integrierte den Katastrophenschutz. Bürger der DDR (auch Frauen) konnten ab vollendetem 18. Lebensjahr für Aufgaben der Zivilverteidigung dienstverpflichtet werden. Ein Lehrgang für Zivilverteidigung war für alle Mädchen sowie diejenigen Jungen, die nicht in das Wehrlager fuhren, Bestandteil des Wehrunterrichts in der Polytechnischen Oberschule. Ähnliches galt für die vormilitärische Ausbildung in der Erweiterten Oberschule, der Berufsausbildung und im Studium.

## Zivilverteidigung in der Schweiz
Die Anfänge der Zivilverteidigung in der Schweiz gehen in die 1920er Jahre zurück. Die russische Revolution und der aufkommende Faschismus in Italien sowie die Verbreitung totalitärer Ideologien mittels Radio und Film, brachte die neue Erkenntnis, dass der demokratische Rechtsstaat bereits in Friedenszeiten verteidigt werden musste.
Von den 1930er bis in die 1960er Jahre wurde mit der Geistigen Landesverteidigung einerseits als schweizerisch anerkannte Grundwerte gestärkt und andererseits faschistische, nationalsozialistische und kommunistische Totalitarismen abgewehrt. Die Schweizerische Landesausstellung von 1939 in Zürich förderte den Zusammenhalt und Widerstandswillen des Schweizer Volkes als Landigeist. Ab 1939 war es vor allem die Aufgabe der neuen Armeesektion Heer und Haus, der staatlichen Kulturpropaganda aus Deutschland und Italien entgegenzutreten und die Bevölkerung in ihrem Abwehrwillen zu unterstützen. 1969 führte die Verbreitung des Zivilverteidigungsbuches wegen des Bedrohungsszenarios des revolutionären Krieges zu einem Sturm der Entrüstung, die das Ende der Geistigen Landesverteidigung von offizieller Seite bedeutete.
1973 wurde die Zivilverteidigung in das Konzept der Gesamtverteidigung (Bericht 73 zur Sicherheitspolitik der Schweiz) mit dem integralen Zielsetzung (Kommission Schmid) Wahrung des Friedens in Unabhängigkeit integriert. Der Bericht setzte auf die konventionelle Strategie und ließ die Option der schweizerischen Atombewaffnung endgültig fallen. Die neueren Entwicklungen haben sich von der klassischen Zivilverteidigung im Falle eines bewaffneten Konflikts zum Zivilschutz bei der Bewältigung von Katastrophen und Notlagen verschoben.